# زرین‌قبا
زرین‌قبا یکی از روستاهای استان آذربایجان شرقی است که در دهستان عباس شرقی بخش تیکمه‌داش شهرستان بستان‌آباد و در محل تلاقی سه شهرستان بستان آباد، میانه و سراب واقع شده‌است.این روستا ۴۳۸ نفر جمعیت دارد
از جمله یاسر قره داغی.